# Emmanuel de Rougé
Olivier Charles Camille Emmanuel de Rougé, född 11 april 1811 i Paris, död 27 december 1872 på Château de Bois-Dauphin i departementet Sarthe, var en fransk vicomte och egyptolog.
Rougé studerade först österländska språk (särskilt hebreiska och arabiska), ägnade sig sedan (från 1839) åt egyptologiska studier och gjorde sig genom en serie i "Annales de philosophie chrétienne" införda kritiska uppsatser i egyptologi känd inom den vetenskapliga världen. I synnerhet uppmärksammades bland dessa tidskriftsbidrag en granskning av Christian Carl Josias von Bunsens genialiska, men ytterligt konstruerade arbete "Ægyptens Stelle in der Weltgeschichte".
År 1849 utnämndes Rougé till konservator vid Louvrens egyptiska samling, över vilken han författade en mycket noggrann och pålitlig katalog, som utgick i åtskilliga upplagor och tjänade som mönster vid katalogisering av andra egyptiska samlingar.  År 1860 blev Rougé professor vid Collège de France, där han, med avbrott för en längre resa i Egypten, verkade till sin död.
År 1851 utgav han det berömda arbetet Mémoire sur l'inscription du tombeau d’Ahmès, chef des nautonniers, som från 1849 upplästes vid flera sammanträden i "Académie des inscriptions" och snart (1853) förvärvade sin författare ledamotskap i denna lärda korporation. Genom denna "Mémoire" lämnade Rougé det första provet på tolkningen av en längre, sammanhängande hieroglyfisk text och kan därmed sägas ha definitivt ådagalagt giltigheten av Jean-François Champollions dechiffreringsarbete. 
Utom detta metodiska och grundläggande arbete, utgav Rougé såväl ett mycket stort antal mindre uppsatser och avhandlingar, införda i  Revue  archéologique, Journal asiatique, Zeitschrift für ägyptische Sprache och andra tidskrifter, som också åtskilliga digrare verk, bland vilka kan nämnas Recherches sur les monuments qu'on peut attribuer aux six premières dynasties de Manéthon (1864–65), Chrestomathie égyptienne (fyra band, 1867–76), Recueil d'inscriptions hiéroglyphiques (fyra band) och Inscriptions et notices recueillies à Edfou (två band), de två sistnämnda utgivna efter författarens död av hans son, Jacques de Rougé.